# Jack White (cestista)
Jackson Thomas White, detto Jack (Traralgon, 5 agosto 1997), è un cestista australiano.

## Carriera

### Squadra
Trascorsa la carriera universitaria con i Duke Blue Devils, il 15 luglio 2020 si lega con un triennale ai Melbourne United, con cui vince un campionato australiano. Il 19 luglio 2022 approda in NBA, firmando un two-way contract con i Denver Nuggets.

### Nazionale
Nel 2019 ha vinto la medaglia di bronzo alle Universiadi di Napoli.

## Statistiche
| † | Denota una stagione in cui ha vinto il titolo |

### NCAA
| Anno      | Squadra          | PG  | PT | MP   | TC%  | 3P%  | TL%  | RP  | AP  | PRP | SP  | PP  |
| --------- | ---------------- | --- | -- | ---- | ---- | ---- | ---- | --- | --- | --- | --- | --- |
| 2016-2017 | Duke Blue Devils | 10  | 0  | 6,1  | 66,7 | 50,0 | 80,0 | 1,3 | 0,1 | 0,1 | 0,2 | 2,1 |
| 2017-2018 | Duke Blue Devils | 28  | 0  | 5,7  | 40,9 | 16,7 | 100  | 1,5 | 0,3 | 0,3 | 0,2 | 0,8 |
| 2018-2019 | Duke Blue Devils | 35  | 3  | 20,5 | 35,9 | 27,8 | 85,2 | 4,7 | 0,7 | 0,6 | 1,1 | 4,1 |
| 2019-2020 | Duke Blue Devils | 30  | 7  | 15,6 | 38,8 | 32,7 | 72,2 | 2,9 | 0,8 | 0,7 | 0,7 | 3,1 |
| Carriera  | Carriera         | 103 | 10 | 13,6 | 38,4 | 28,8 | 80,7 | 3,0 | 0,6 | 0,5 | 0,7 | 2,7 |

#### Massimi in carriera
- Massimo di punti: 12 (2 volte)[6]
- Massimo di rimbalzi: 12 vs Yale (8 dicembre 2018)
- Massimo di assist: 5 vs Syracuse (14 gennaio 2019)
- Massimo di palle rubate: 5 vs Louisville (18 gennaio 2020)
- Massimo di stoppate: 5 vs Wake Forest (8 gennaio 2019)
- Massimo di minuti giocati: 42 vs Syracuse (14 gennaio 2019)

### NBA

#### Regular Season
| Anno       | Squadra           | PG | PT | MP   | TC%  | 3P%  | TL%  | RP  | AP  | PRP | SP  | PP  |
| ---------- | ----------------- | -- | -- | ---- | ---- | ---- | ---- | --- | --- | --- | --- | --- |
| 2022-2023† | Denver Nuggets    | 17 | 0  | 3,9  | 42,1 | 33,3 | 66,7 | 1,0 | 0,2 | 0,2 | 0,1 | 1,2 |
| 2023-2024  | Memphis Grizzlies | 4  | 0  | 16,0 | 12,5 | 20,0 | -    | 3,0 | 0,3 | 1,0 | 0,3 | 1,5 |
| Carriera   | Carriera          | 21 | 0  | 6,2  | 28,6 | 26,3 | 66,7 | 1,4 | 0,2 | 0,3 | 0,1 | 1,3 |

#### Massimi in carriera
- Massimo di punti: 7 vs Memphis Grizzlies (25 febbraio 2023)[7]
- Massimo di rimbalzi: 8 vs Sacramento Kings (9 aprile 2023)
- Massimo di assist: 2 vs Memphis Grizzlies (25 febbraio 2023)
- Massimo di palle rubate: 2 vs Los Angeles Lakers (12 aprile 2024)
- Massimo di stoppate: 2 vs Oklahoma City Thunder (23 novembre 2022)
- Massimo di minuti giocati: 26 vs San Antonio Spurs (9 aprile 2024)

### G League
| Anno      | Squadra          | PG | PT | MP   | TC%  | 3P%  | TL%  | RP  | AP  | PRP | SP  | PP   |
| --------- | ---------------- | -- | -- | ---- | ---- | ---- | ---- | --- | --- | --- | --- | ---- |
| 2022-2023 | G. Rapids Gold   | 26 | 26 | 33,2 | 56,3 | 43,8 | 76,7 | 9,4 | 1,9 | 0,9 | 0,9 | 19,2 |
| 2023-2024 | South Bay Lakers | 29 | 23 | 26,1 | 44,2 | 32,1 | 59,5 | 6,2 | 1,8 | 0,9 | 0,9 | 9,6  |
| Carriera  | Carriera         | 55 | 49 | 29,5 | 51,4 | 37,6 | 70,1 | 7,7 | 1,8 | 0,9 | 0,9 | 14,1 |

## Palmarès
- Campionato australiano: 1

Melbourne United: 2020-2021
- Campionato NBA: 1

Denver Nuggets: 2023
- Campionato tedesco: 1

Bayern Monaco: 2024-2025